# Thalassodendron pachyrhizum
Thalassodendron pachyrhizum är en enhjärtbladig växtart som beskrevs av Cornelis den Hartog. Thalassodendron pachyrhizum ingår i släktet Thalassodendron och familjen Cymodoceaceae. IUCN kategoriserar arten globalt som livskraftig. Inga underarter finns listade.